# 윤한덕
윤한덕(1968년 8월 8일 ~ 2019년 2월 4일)은 대한민국의 의사이다.
1986년 광주제일고등학교를 졸업하고, 1993년 전남대학교 응급의학과를 나왔고 응급의학과 전문의가 된 뒤 2002년 국립중앙의료원 중앙응급의료센터가 문을 열 당시 응급의료기획팀장으로 합류해, 2012년 7월 중앙응급의료센터장이 됐다. 특히 응급의료전용헬기(닥터헬기)와 권역외상센터 도입, 국가응급진료정보망(NEDIS) 구축하는 데 주요한 역할을 했다.
2019년 2월 4일 오후 6시쯤 설 연휴 중 중앙응급의료센터장실에서 심정지 상태로 발견됐다.